# نیشی هاچی جوزننی
نیشی هاچی جوزننی (به ژاپنی: 西八条禅尼)، نوبوکو; زمان تولد ۱۱۹۳ – ۱۹ اکتبر ۱۲۷۴) همسر اصلی یا میدای‌دوکورو سومین شوگون از شوگون‌سالاری کاماکورا، میناموتو نو سانه‌تومو اهل ژاپن بود. او با امپراتور گوتوبا نسبت خانوادگی داشت.
در سال ۱۲۰۴، او همسر اصلی میناموتو نو سانه‌تومو شد و به کاماکورا رفت. گفته می‌شود که او با میناموتو نو سانه‌تومو رابطه خوبی داشت، اما آنها صاحب فرزند نشدند. در سال ۱۲۱۶، او به دستور ماساکو آما اودای، دختر برادر بزرگتر سانه تومو، میناموتو نو یوری‌ایه (که بعداً به عنوان تاکه نو گوشو شناخته شد) را به فرزندی پذیرفت. هنگامی که شوهرش در سال ۱۲۱۹ ترور شد، او صبح روز بعد راهبه شد، و سپس به کیوتو بازگشت.